# Niklot

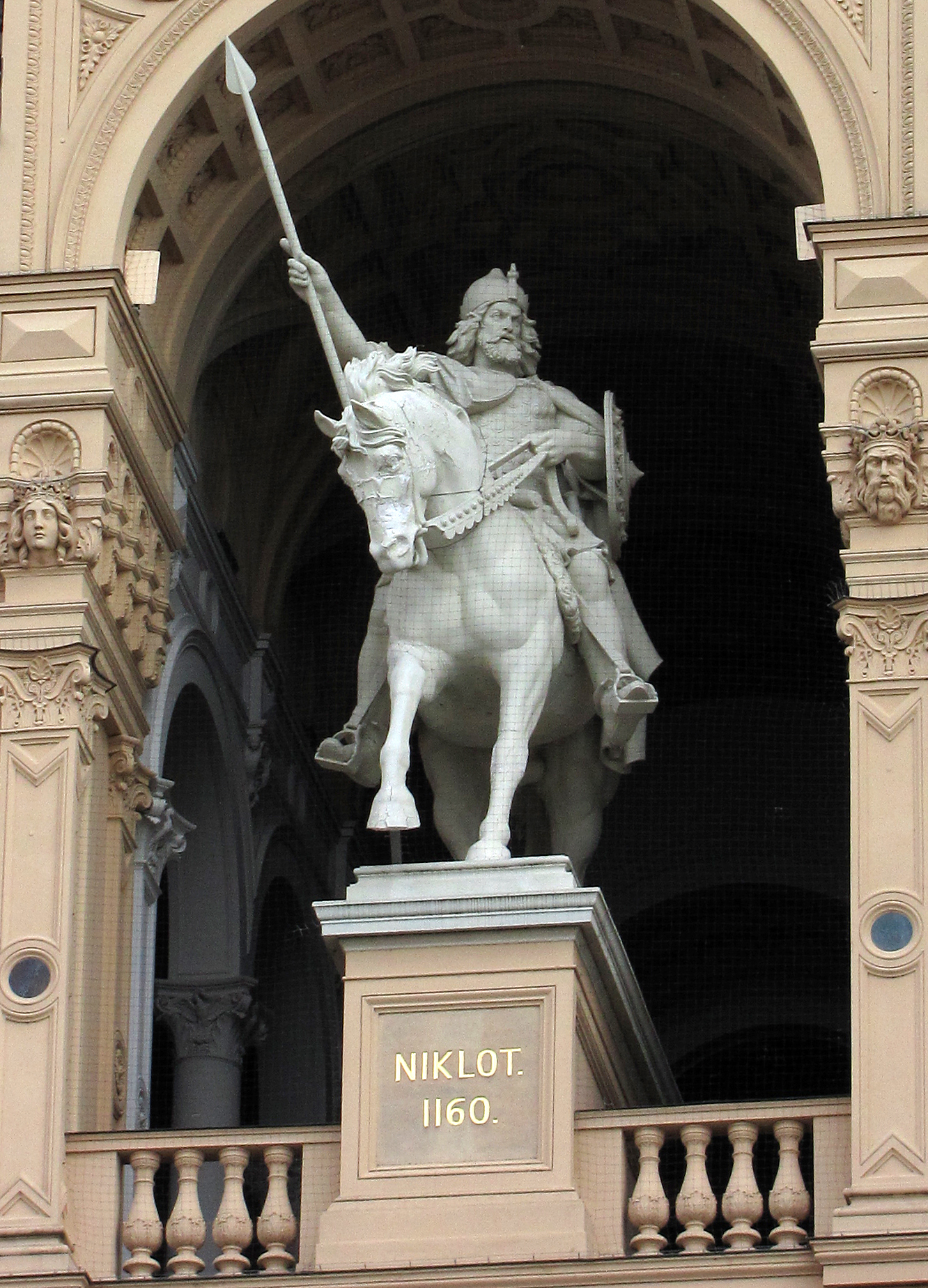
Niklot. Monumentales Reiterstandbild von Christian Genschow (1855), Frontfassade des Schweriner Schlosses

Niklot (* um 1100; † August 1160 bei der Burg Werle) war ein slawischer Fürst, der im 12. Jahrhundert auf dem Gebiet des heutigen Mecklenburg-Vorpommern über die heidnischen Stämme der Abodriten, Kessiner und Zirzipanen herrschte.
Anfang des 12. Jahrhunderts hatte das Abodritenreich seine größte Ausdehnung erreicht. Das Einflussgebiet des abodritischen Samtherrschers erstreckte sich von Wagrien bis zur Oder und an Havel und Spree. Doch mit dem Tod des nakonidischen Samtherrschers Heinrich 1127 begann das Abodritenreich zu zerfallen. Bereits zwei Jahre später waren nur noch die alten Teilstammesgebiete verblieben. Niklot regierte über Abodriten, Kessiner und Zirzipanen, Pribislaw über Wagrier und Polaben. Beide unterstanden der Oberhoheit Lothars von Supplinburg. Als Zeichen ihrer Unterwerfung leisteten sie ihm Tribut. Mit dem Tod Lothars erlangte Niklot 1137 eine königsgleiche Alleinherrschaft über das Abodritenland. Der in Nordalbingien eingesetzte Graf Adolf II. sah sich deshalb veranlasst, um die Freundschaft des mächtigen Nachbarn nachzusuchen. Im Zuge des Slawenkreuzzuges 1147 verlor Niklot seine Unabhängigkeit und geriet erneut in eine tributäre Abhängigkeit, diesmal von Heinrich dem Löwen. Als dessen Vasall schlug er 1151 einen Aufstand der Kessiner und Zirzipanen nieder.
Niklots maritime Vorherrschaft im südlichen Ostseeraum blieb zunächst unberührt. Erst die Krönung Waldemars I. (König von Dänemark 1157–1182) änderte auch dort die politischen Verhältnisse. Als Reichsvasall verlangte Waldemar I. von Kaiser Friedrich I. die Beendigung der wendischen Überfälle auf die dänischen Küsten. Niklots Weigerung veranlasste Heinrich den Löwen zu zwei Feldzügen, in deren Verlauf Niklot 1160 vor der Burg Werle fiel.
Bis zum Ende des 20. Jahrhunderts galt Niklot als Sinnbild eines ethnisch und religiös motivierten, aber aussichtslosen Abwehrkampfes der heidnischen Abodriten gegen die christlichen Sachsen, dessen Festhalten am heidnischen Glauben die Möglichkeit zur abodritischen Staats- und Nationenbildung vereitelte. Eine quellengestützte Überprüfung der Forschungsergebnisse gelangte zu dem Resultat, dass eine christliche Missionierung in nennenswertem Umfang oder sächsische Besiedlungsabsichten bis zu Niklots Tod im Abodritenland ebenso wenig feststellbar sind wie durch territoriale Ansprüche motivierte Kampfhandlungen. Niklot genügte mit der Erfüllung seiner Vasallenpflichten den von sächsischer Seite gestellten Anforderungen. Bei den Feldzügen von 1158 und 1160 handelte es sich nicht um Eroberungskriege Heinrich des Löwen, sondern um Strafexpeditionen des Lehnsherrn gegen den treulosen Vasallen.

## Herkunft und Familie
Die Herkunft Niklots ist unbekannt. Weder Helmold von Bosau noch Saxo Grammaticus berichten über seine Abstammung. An ernsthaften Erklärungsversuchen hat es gleichwohl nicht gemangelt: entfernter Abkömmling des abodritischen Samtherrschers Kruto, Sohn des Kessinerfürsten Dumar oder des namentlich nicht genannten Anführers der Abodriten in der Schlacht bei Schmilau. Letztlich ist jedoch keine dieser Personen durch Quellen als Vorfahr Niklots belegbar. Der Slawenchronik des Helmold von Bosau lässt sich allenfalls entnehmen, dass Niklot einem neuen Fürstengeschlecht des abodritischen Teilstammes angehörte. Dieser Teilstamm hatte mit dem Tod Gottschalks und der Flucht seines Sohnes Heinrich im Jahr 1066 sein altes Herrscherhaus der Nakoniden verloren. Obwohl Niklot nicht den Nakoniden angehörte, blieb seine Herrschaft über den Teilstamm der Abodriten unangefochten. Das deutet auf eine starke erbrechtliche Legitimation in diesem Gebiet hin. Helmold bezeichnet ihn dann zum Jahr 1129 auch als Großen des Abodritenlandes. Demgegenüber scheint er über die Teilstämme der Kessiner und Zirzipanen keine angestammten Herrschaftsrechte innegehabt zu haben, lehnten sich diese doch 1150 gegen Niklots Herrschaft auf. Ebenso unwahrscheinlich ist eine Herkunft Niklots aus Polabien oder Wagrien, da Niklot auf diese Teilstammesgebiete zu keinem Zeitpunkt Anspruch erhob.
Niklot gilt als Stammvater der Herzöge und Großherzöge von Mecklenburg. Er hatte einen Bruder Lubemar sowie drei Söhne Prislav, Wertislaw und Pribislaw, nicht zu verwechseln mit dem gleichnamigen Teilstammesfürsten der Wagrier und Polaben, Pribislaw von Alt-Lübeck.

## Niklot und Pribislaw
Niklot und Pribislaw von Alt-Lübeck treten erstmals im Zusammenhang mit Kämpfen um das Abodritenreich in Erscheinung. Der deutsche König Lothar von Supplinburg unternahm 1129 nach dem Tod des abodritischen Samtherrschers Heinrich noch einmal den Versuch, das Abodritenreich unter einer einheitlichen Herrschaft zusammenzufassen. Zu diesem Zweck belehnte er jedoch nicht Heinrichs Neffen Pribislaw mit dem Abodritenreich, sondern setzte stattdessen seinen Schützling Knud Lavard gegen Zahlung eines hohen Geldbetrages als abodritischen Samtherrscher ein. Knud, Angehöriger des dänischen Königshauses (und ein Ururururenkel von Mistiwoj), verfügte aufgrund seiner Verwandtschaft mit Heinrich zwar über eine erbrechtliche Legitimation. Gleichwohl musste er seinen Herrschaftsanspruch mit militärischen Mitteln gegen Niklot und Pribislaw durchsetzen. Dazu sammelte er ein Heer von Holsten, fiel in Wagrien ein und „schlug alles tot, was sich ihm entgegenstellte.“ Ob Niklot und Pribislaw gemeinsam gegen Knud kämpften bleibt unklar. Beide gerieten schließlich in Gefangenschaft und wurden nach Schleswig abgeführt. Von dort gelangten sie erst wieder in die Freiheit, nachdem sie Lösegeld gezahlt, Geiseln gestellt und die Herrschaft Knud Lavards als Samtherrscher der Abodriten anerkannt hatten. Dabei scheint Knud Lavard wie sein Vorgänger Heinrich nur Wagrien und Polabien unmittelbar verwaltet zu haben. Denn seine Anwesenheit ist nur für Neumünster und Lübeck belegt. Dementsprechend hätte Niklot dann die östlichen Teilstammesgebiete allein regiert und dem Samtherrscher Tribut gezahlt.
Nach der Ermordung Knud Lavards 1131 scheint Lothar von Supplinburg sich mit Niklot und Pribislaw als tributpflichtigen Vasallen und Herrschern über die abodritischen Teilstämme abgefunden zu haben. Denn für das Jahr 1131 sind beide als abodritische Fürsten überliefert. Danach hatten sie das Abodritenreich unter sich aufgeteilt. Pribislaw gebot über Wagrier und Polaben, während Niklot den Teilstamm der Abodriten regierte. Ungeachtet dieser Quellenlage wird überwiegend angenommen, Niklots Machtbereich habe auch die weiter östlich gelegenen Siedlungsgebiete der Kessiner und Zirzipanen umfasst. Zur Begründung wird auf die verfassungsrechtlichen Verhältnisse unter dem abodritischen Samtherrscher Heinrich verwiesen. Dieser verwaltete nur Wagrien und Polabien selbst. Die östlichen Teilstämme hingegen unterstanden eigenen Fürsten, die an Heinrich Tribut entrichteten. Dementsprechend seien Kessiner und Zirzipanen Niklot nach Heinrichs Tod tributpflichtig geworden. Diese Annahme ist nach einer erneuten Auswertung der Quellen zuletzt in Frage gestellt worden. Eine Tributherrschaft Niklots über Kessiner und Zirzipanen habe erst ab 1148 bestanden. Einigkeit besteht nur insoweit, als die Oberherrschaft des deutschen Königs Lothar von Supplinburg sowohl von Pribislaw als auch von Niklot anerkannt wurde. Nach der Ermordung Knud Lavards durch den dänischen Thronanwärter Magnus war Lothar von Supplinburg mit einem großen Heer an das Danewerk gezogen, um von den Dänen für den Tod seines Lehnsmannes Vergeltung zu fordern. In diesem Zusammenhang unterwarf er auch die aufständischen Abodriten, die nach dem Tod Knud Lavards offenbar die Tributzahlungen eingestellt hatten.
Mit dem Tod Lothar von Supplinburgs 1137 entglitt Niklot der deutschen Tributherrschaft. Auch Pribislaw versuchte die Machtkämpfe in Sachsen zu nutzen, um sich von der Tributherrschaft zu befreien. Dazu überfiel er 1137 die Siegesburg bei Bad Segeberg, vermochte diese aber nicht einzunehmen. Nach einer verheerenden Niederlage im Winterfeldzug 1138/39 gegen den sächsischen Grafen Heinrich von Badewide begann sich Pribislaws Herrschaftsgebiet aufzulösen. Während er fortan politisch keine Rolle mehr spielte, regierte Niklot im Abodritenland wie ein König.

## Niklot und Adolf II.
Niklot und Adolf II. verband ab 1143 ein Freundschafts- und Beistandspakt. Der aus Westfalen stammende Adolf II. war 1142 von Heinrich dem Löwen im benachbarten Nordalbingien zum Grafen von Stormarn, Holstein und des slawischen Wagrien eingesetzt worden. In Holstein und Stormarn sah sich der landfremde Adolf II. einem ablehnend bis feindlich gesinnten einheimischen Adel gegenüber. In Wagrien musste er mit Aufständen der gewaltsam unterworfenen Slawen rechnen. Zudem galt es, das von den Holsten verwüstete Wagrien wieder aufzubauen, da der Graf nur hier ohne die einschränkende Konkurrenz der Holsteiner Abgaben in nennenswertem Umfang erheben konnte. Zu diesem Zweck warb er unter hohem finanziellen Einsatz westfälische, friesische und holländische Bauern an und siedelte sie in den slawischen Gebieten an. Zur Sicherung seiner Machtstellung und der Siedlungspolitik war ein Friedensabkommen mit dem benachbarten Wendenfürst ebenso unerlässlich wie für eine erfolgreiche Auseinandersetzung mit den aufsässigen Holsten. Adolf II. entsandte deshalb Boten zu Niklot, versicherte sich dessen Freundschaft und beschenkte die abodritischen Großen. Niklot versprach, vor Aufständen der Wagrier zu warnen. Aufgrund seiner slawischen Sprachkenntnisse konnte Graf Adolf II. in der Folge auch direkt mit Niklot verhandeln. Helmold von Bosau berichtet, Niklot und Adolf II. hätten sich später regelmäßig in Lübeck und Travemünde getroffen, um politische Angelegenheiten zu erörtern. Niklot seinerseits stand bei Abschluss des Abkommens unter dem Eindruck der Niederlage Pribislaws 1138/1139. Ein gegenseitiger Nichteinmischungspakt mit dem sächsischen Grafen gewährleistete Niklot die Unverletzlichkeit des eigenen Herrschaftsgebietes und damit sowohl den Fortbestand der eigenen Herrschaft als auch der wirtschaftlichen, kulturellen und religiösen Identität des Stammes.
Am Vorabend des Wendenkreuzzuges ließ Niklot unter Berufung auf das geschlossene Bündnis („fedus“) und die Freundschaft („amicicia“) bei Graf Adolf II. um die Vermittlung von Friedensverhandlungen mit den sächsischen Fürsten nachsuchen. Die ausgegebene Losung „Taufe oder Tod“ bedrohte die Abodriten in ihrer kulturellen und politischen Eigenständigkeit. Adolf II. war die Erfüllung dieser Bitte unmöglich. Zum einen schuldete er seinem Lehnsherrn Heinrich dem Löwen die Treue, zum anderen wäre schon das von ihm überbrachte Ansinnen zur Aufnahme von Verhandlungen mit dem heidnischen Wendenfürsten eine schwere Beleidigung des Welfen gewesen, bedeutete es doch im Ergebnis nichts anderes als eine Aufforderung zum Eidbruch. Auch Niklots politische Entscheidungsfreiheit mag in dieser Lage durch innenpolitische Widersacher beschränkt gewesen sein. Letztendlich verblieb im Korsett der politischen Zwänge Helmold zufolge als Konsens nur das persönliche Versprechen Niklots, den Grafen vor einem eigenen Angriff oder einer Erhebung der Slawen in Wagrien zu warnen.
Niklots Beweggründe für den nachfolgenden Überfall auf Lübeck und die Verwüstung Wagriens sind vor diesem Hintergrund schwer nachzuvollziehen. Denn obwohl er sich vom Bündnis mit Graf Adolf II. nicht losgesagt hatte, fiel er am 26. Juni 1147 in Wagrien ein, zerstörte den von Graf Adolf II. neu errichteten Handelsplatz Lübeck mit Ausnahme der abseits gelegenen Burg und vernichtete die Dörfer der Kolonisten. Die ebenfalls neu in wagrischem Gebiet angelegten Siedlungen der Holsten hingegen blieben unbehelligt. Getreu seinem Versprechen warnte er Graf Adolf II., und als er Nachricht erhielt, dieser würde Truppen sammeln, rückte Niklot mit reicher Beute und Gefangenen wieder ab. Militärisch war dieser Raubzug damit völlig sinnlos. Weder schwächte er die Kreuzfahrer noch hatte die Lübecker Kaufmannssiedlung irgendeine strategische Bedeutung. Als Präventivschlag war der Überfall also denkbar ungeeignet. Zudem veranlasste erst dieser Überfall die Kreuzfahrer zu einer Teilung ihres Heeres, dessen westliche Heeresgruppe dann später in das Abodritenland einmarschieren sollte. Helmold berichtet von Gerüchten, der eingesessene Holsteiner Adel habe Niklot aus Hass gegen die fremden Siedler zum Angriff auf die Kolonisten aufgestachelt. Diese Bemerkung ist dahingehend verstanden worden, Niklot habe aus Enttäuschung über die Erfolglosigkeit seiner bis dahin geübten Politik einer friedlichen Koexistenz von Wagriern und Kolonisten die ursprünglichen Verhältnisse wiederherstellen und die fremden Zuwanderer mit Duldung der Holsten ausrotten wollen. Möglicherweise diente der Raubzug aber auch nur der Anhäufung finanzieller Mittel für eine Kriegskasse, um sich angesichts des bevorstehenden Kampfes der Treue der eigenen Gefolgschaft zu versichern und die militärische Unterstützung der ruanischen Flotte zu erkaufen, deren Einsatz zwei Monate später die dänischen Kreuzfahrer zum Abzug zwingen sollte.
Festzustehen scheint lediglich, dass der Angriff nicht religiös motiviert war.

## Niklot und Heinrich der Löwe
Niklot und Heinrich der Löwe begegneten einander während des Slawenkreuzzuges als feindliche Heerführer. Mochte auch der Slawenkreuzzug als Mittel einer Christianisierung der Abodriten ein Fehlschlag gewesen sein, so hatte er doch für Niklot politisch einschneidende Folgen. Der unabhängige Fürst des Abodritenlandes wurde 1147 zum Vasallen Heinrich des Löwen. Niklot war dem Welfen über ein Jahrzehnt ein gehorsamer Gefolgsmann. Erst die Einmischung Heinrichs in den abodritisch-dänischen Krieg führte 1158 zum Aufbegehren Niklots gegen den Sachsenherzog und machte aus dem Vasallen schließlich einen Geächteten.

### Fürst

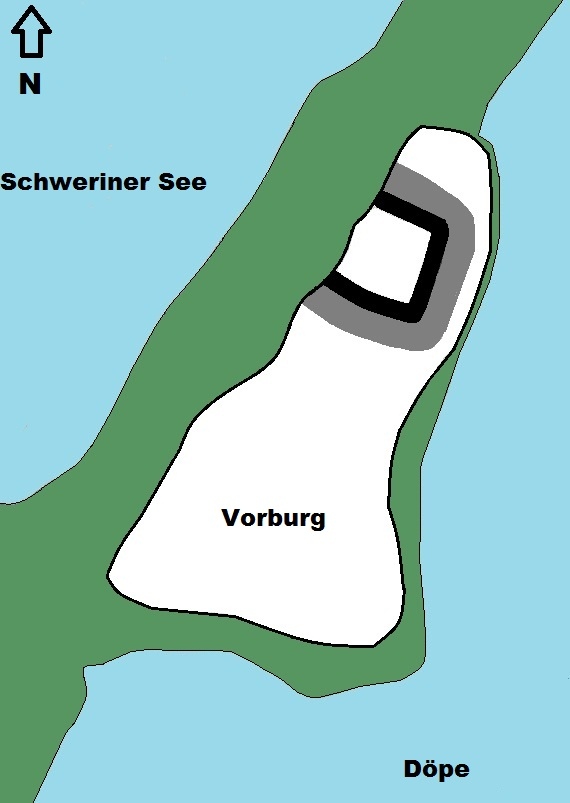
Lageskizze und Aufbau der Burg Dobin

Als Fürst der Abodriten führte Niklot das Aufgebot des Stammes im Krieg. Dementsprechend hatte er schon vor dem Überfall auf Wagrien die Vorbereitungen für eine Verteidigung des Landes gegen das Kreuzfahrerheer eingeleitet. Der Wendenfürst war sich darüber bewusst, dass die Abodriten den Kreuzfahrern in einer offenen Feldschlacht hoffnungslos unterlegen sein würden und suchte deshalb sein Heil in der unwirtlichen Geländegestaltung des Landes. Die Bevölkerung zog sich in die ausgedehnten Ur- und Bruchwälder zurück oder versteckte sich in den schwer zugänglichen Mooren und Sümpfen. Niklot verschanzte sich mit seinen Getreuen und den Umlandbewohnern in der Burg Dobin. Diese lag auf einer sumpfigen Landbrücke zwischen der nordöstlichen Spitze des Schweriner Sees und der Döpe und war damit schwer zu erstürmen, konnte aber über den See versorgt werden.
Die Kreuzfahrer überquerten zunächst bei der Ertheneburg die Elbe und zogen über Pötrau nach Ratzeburg. Vor Dobin erhielten sie Verstärkung durch zwei dänische Abteilungen unter ihren rivalisierenden Anführern Sven Grate und Knut V., die mit ihren Schiffen in der Wismarer Bucht gelandet waren. Die Sachsen und Dänen belagerten die Slawen in Dobin, indem sie einander entgegengesetzt am nördlichen und südlichen Ende der Landbrücke in Stellung gingen, getrennt durch den Burgwall auf der Landbrücke, der sich wegen der beiden Seen nicht umgehen ließ. Bei einem Ausfall der Abodriten erlitten die Dänen erhebliche Verluste, ohne dass die Sachsen ihnen wegen der spezifischen örtlichen Gegebenheiten hätten zu Hilfe eilen können. Nachdem auch noch die zur Unterstützung der Abodriten einlaufende ranische Flotte die schlecht bewachten Schiffe der Dänen angriff, zogen die Dänen wieder ab. Unterdessen führten die Gefolgsleute Heinrich des Löwen die Belagerung nur halbherzig. Heinrich, der sich eines angestammten Anspruches auf die alleinige Oberherrschaft über die Abodriten berühmte, hatte kein Interesse an einer Erstürmung der Burg. Die gewaltsame Einnahme der Festung hätte zum Tod der abodritischen Eliten und damit zur vollständigen Beseitigung der abodritischen Ordnungsgewalt führen können. Da die Heinrich nicht verpflichteten anderen weltlichen und kirchlichen Würdenträger des Kreuzzugheeres ebenfalls Ansprüche auf eine Herrschaft über die Abodriten erhoben, wäre die Frage nach eine Neuordnung der Herrschaft unausweichlich geworden. Durch die Untätigkeit der Truppen Heinrichs zermürbt, erklärten sich die anderen Würdenträger nach dreimonatiger erfolgloser Belagerung mit einem Abbruch einverstanden. Daraufhin ließ Heinrich den Grafen Adolf II. Verhandlungen mit den belagerten Abodriten aufnehmen. Eine andere Erklärung für die auffällige Zurückhaltung der Sachsen gibt Joachim Ehlers. Für ihn sind nicht in erster Linie machtpolitische Erwägungen Heinrich des Löwen maßgeblich für die Verschonung Niklots, sondern dessen freundschaftliche Beziehungen zu Adolf II.
Niklots Gegenleistung für den Abzug scheint vorrangig darin bestanden zu haben, zukünftig die Oberherrschaft Heinrich des Löwen anzuerkennen. Zudem hatte er in die Freilassung der dänischen Gefangenen und in eine Massentaufe einzuwilligen, die zur Entbindung der Kreuzfahrer von ihrem Gelübde „Taufe oder Tod“ diente. Woher die Täuflinge stammten und ob Niklot sich unter ihnen befand, vermerken die Quellen nicht. Gleichwohl mehren sich die Stimmen, die von einer Taufe Niklots ausgehen.

### Vasall
Als Vasall schuldete Niklot dem Sachsenherzog Tribut, Waffenhilfe und Hoffahrt zu den Landtagen Heinrich des Löwen. Auch wenn es sich dabei um die üblichen Pflichten des Lehnsmannes gegenüber seinem Lehnsherrn handelte, beruhte Niklots Abhängigkeit nicht auf den ausgleichenden Regeln des deutschen Lehnsrechtes, sondern auf einer Unterwerfung nach Kriegsrecht.

#### Erhaltung der Eigenständigkeit
Mit der Erfüllung seiner Vasallenpflichten bewahrte sich Niklot die innenpolitische Eigenständigkeit. Die dafür zu entrichtenden Tribute leistete er sehr wahrscheinlich jährlich in Mark Silber. Eine erste Waffenhilfe ist für das Jahr 1151 in dem seit 1148 Heinrichs Oberhoheit unterstehendem Gebiet der Kessiner und Zirzipanen belegt. Dort hatte der Wendenfürst die Interessen des sächsischen Herzogs wahrzunehmen, indem er die von dem Welfen beanspruchten Tribute einforderte und an den sächsischen Hof abführte. Als Kessiner und Zirzipanen 1150 die Entrichtung der erdrückenden Abgaben verweigerten, suchte Niklot 1151 am Hof in Lüneburg um militärische Unterstützung für eine Strafexpedition nach. Während der Abwesenheit des Herzoges stellte die Regentin Clementia von Zähringen Niklot den Grafen Adolf II. mit der für mittelalterliche Verhältnisse beachtlichen Zahl von 2000 Kämpfern zur Seite. Der Übermacht des vereinigten Heeres von Holsteinern und Abodriten waren Kessiner und Zirzipanen nicht gewachsen. Sie entrichteten den rückständigen Tribut und bewegten die Verbündeten durch die Zahlung eines weiteren, außergewöhnlich hohen Geldbetrages zum Abzug.
Im Übrigen folgte das wirtschaftliche, gesellschaftliche und kulturell-religiöse Leben in Niklots Herrschaftsgebiet den eigenen Traditionen. Vereinzelte christliche Missionsversuche durch den späteren Bischof Berno begannen frühestens im Sommer 1156. Zwar lässt Helmold den Abodritenfürsten bereits im Januar 1156 die Annahme des christlichen Glaubens für sich und sein Volk zurückweisen, wenn Niklot Heinrich dem Löwen auf dessen Mahnung entgegnet: „Sei der Gott, der im Himmel ist Dein Gott und Du unser Gott, so sind wir zufrieden. Verehre du jenen, wir werden Dich verehren.“ Doch eine christliche Mission ist bis 1156 noch nicht nachweisbar. Sie wäre auch den fiskalischen Interessen des Herzogs abträglich gewesen. Dieser vermochte die Abgaben gegenüber den Abodriten willkürlich festzusetzen, während für die Abgabenerhebung bei christlichen Untertanen feste Regeln galten. In der neueren Forschung wird die Aussage deshalb auch eher als Kritik Niklots an der rücksichtslosen wirtschaftlichen Ausbeutung des Abodritenlandes durch Heinrich den Löwen denn als im Kern gegen eine Missionierung seines Volkes gerichtete Gotteslästerung gedeutet.
Im südwestlichen Ostseeraum verblieb Niklot auch außenpolitische Bewegungsfreiheit. Die Abodriten hatten mit der Besiedelung der Inseln Lolland und Falster begonnen. Von der Wismarer Bucht unternahm Niklots Kriegsflotte Raubzüge an den dänischen Küsten und erhob Seezölle. Für Niklot war diese Art der Einnahmenerzielung zur wirtschaftlichen Notwendigkeit geworden, um die Tributforderungen Heinrichs des Löwen zu befriedigen. Auf den Märkten der Festungen Mecklenburg und Dobin verkauften die Schiffsbesatzungen gefangene Dänen zu Hunderten in die Sklaverei. Der dänische Historiograph Saxo Grammaticus beklagte, die Insel Fünen sei bereits annähernd entvölkert. Die seit 1146 andauernden dänischen Thronstreitigkeiten hatten die Wikingerflotte bedeutungslos werden lassen, so dass die Dänen den wendischen Kriegsschiffen nichts ebenbürtiges entgegenzusetzen hatten.

#### Beschränkung der Autonomie
Im Juli 1158 forderte Heinrich der Löwe Niklot zur Einstellung des Seekrieges gegen die Dänen auf. Waldemar I. war 1157 als Sieger aus den dänischen Thronstreitigkeiten hervorgegangen. Im Sommer 1158 entsandte er Unterhändler, die Kaiser Barbarossa auf dem Reichstag in Augsburg die Anerkennung seiner Oberherrschaft durch ihren König anboten, wenn das Reich die Dänen gegen den Wendenfürst unterstützte. Friedrich I. einigte sich mit Heinrich dem Löwen darauf, dass dieser seinem Vasallen Niklot als Ausdruck kaiserlicher Ordnungsmacht Einhalt gebieten sollte. Niklot musste das Verlangen ohne Umschweife ablehnen. Die Einstellung des Seekrieges gegen die Dänen hätte nicht nur den Verlust der letzten außenpolitischen Bewegungsfreiheit und eine empfindliche finanzielle Einbuße mit sich gebracht, sondern Waldemar I. konnte als Sohn Knud Lavards auch angestammte Herrschaftsansprüche auf das Abodritenland geltend machen. Diesen Anspruch hatte er obendrein mit der Eheschließung seiner Schwester Katharina Knudsdotter und Niklots abtrünnigem Sohn Prislav flankiert. Prislavs Söhne hätten damit über einen erbrechtlich begründeten Anspruch auf die abodritische Samtherrschaft verfügt, ein Recht, das Niklot und seinen Abkömmlingen nicht zustand.
Der offene Ungehorsam seines Vasallen veranlasste den Sachsenherzog zum sofortigen Handeln. Noch im Herbst 1158 zog er mit einem Heer in das Abodritenland, nahm Niklot gefangen und kerkerte ihn in Lüneburg ein. Versuche von Niklots Söhnen Wartislaw und Pribislaw, den Konflikt zwischen Heinrich und Niklot auf dem Verhandlungswege zu lösen, scheiterten zunächst. Helmold zufolge bewegten Heinrich „weder Geld noch gute Worte“ zu einer Freilassung. Erst nachdem die Niklotsöhne die zur benachbarten Grafschaft Ratzeburg gehörigen Grenzorte Gadebusch und Wittenburg in Schutt und Asche gelegt hatten, kehrte der Welfe an den Verhandlungstisch zurück. Niklot kam seine Freilassung teuer zu stehen. Heinrich handelte ihm Ländereien in der Terra Bresen ab, die er dann zur Ausstattung des Bistums Ratzeburg verwendete.

#### Bruch des Landfriedens
Im Frühjahr 1159 nahm der Sachsenherzog Verhandlungen mit Niklot über einen Landfrieden auf. Friedrich I. hatte aus Italien um militärische Unterstützung im Reich nachgesucht, und Heinrich beabsichtigte, mit 1200 Panzerreitern nach Süden aufzubrechen. Für die Dauer seiner Abwesenheit sollten kriegerische Auseinandersetzungen in seinem Einflussgebiet im Allgemeinen und Angriffe der Wendenflotte Niklots auf die Dänen im Besonderen unterbleiben. Niklot willigte unter der Bedingung ein, dass die Kampfhandlungen längstens bis zur Rückkehr Heinrichs ruhten. Denn nachdem Waldemar I. Niklots abtrünnigen Sohn Prislav auch noch als Jarl mit einem großen Teil Lollands belehnt hatte, gefährdete eine Einstellung des Seekrieges Niklots Herrschaft auf den Inseln. Nachdem Niklot den Landfrieden öffentlich beschworen hatte, verlangte Heinrich als Beweis für die Ernsthaftigkeit des heiligen Eides die Herausgabe der abodritischen Schiffe. Diese sollten in Lübeck abgeliefert werden und dort bis zur Rückkehr des Herzogs unter Aufsicht verbleiben. Dieses überraschende Ansinnen stellte für Niklot eine schwere Demütigung dar, erachtete doch der Herzog das öffentlich beschworene Wort seines Vasallen als ungenügend. Niklot befand sich in einem Dilemma: Lieferte er die Schiffe ab, entblößte er damit die abodritische Küste und war Waldemar I. ausgeliefert, der seine Schiffe behalten durfte. Lieferte er die Schiffe hingegen nicht ab, musste er sich sogleich dem Verdacht des beabsichtigten Friedbruchs ausgesetzt sehen. Mit der Überführung ausschließlich alter und unbrauchbarer Schiffe nach Lübeck wäre dem Verlangen des Herzogs Genüge getan gewesen, wenn denn die Abodriten mit der Fortführung des Krieges bis zum Ablauf der vereinbarten Frist zugewartet hätten. Doch Helmold berichtet, die Abodriten hätten im Gegensatz dazu den Krieg schon vorher fortgesetzt.
Aufgrund der anhaltenden Plünderungen der dänischen Küsten ließ Waldemar I. 1160 bei Heinrich dem Löwen Klage gegen Niklot erheben. Der Vorladung des Herzogs zur Verhandlung der Klage auf dem Landtag zu Barförde leistete Niklot keine Folge. Nach den Regeln des deutschen Rechts verhängte der Herzog gegen den Ausgebliebenen daraufhin die Acht, jedoch ohne die Möglichkeit, sich binnen Jahr und Tag von dieser zu lösen. Stattdessen verurteilte Heinrich ihn sofort in die volle Fried- und Rechtlosigkeit und verkündete eine Strafexpedition gegen den friedbrüchigen Vasallen für die Erntezeit.

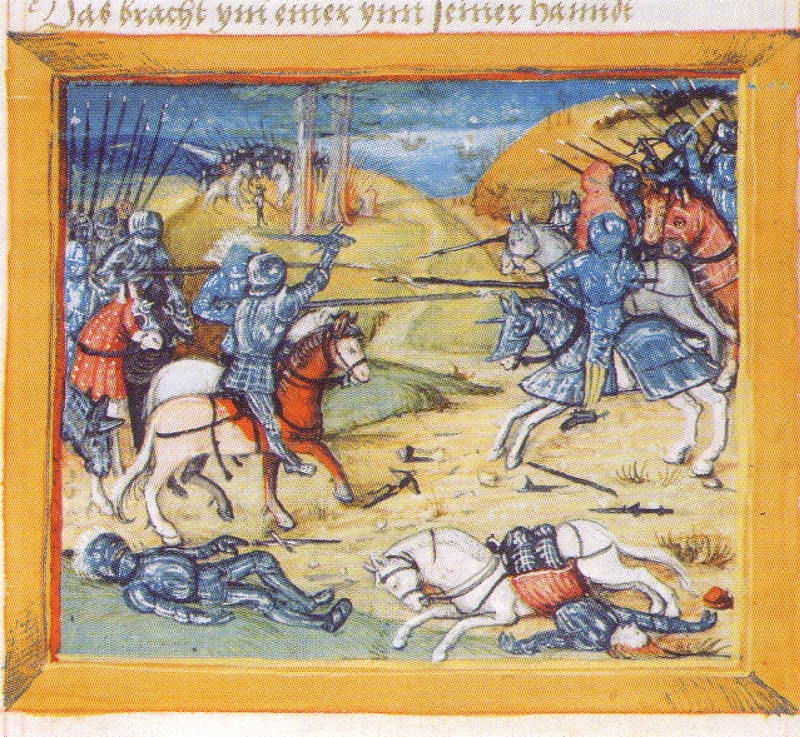
Tod König Niklots vor der Burg Werle. Folio 51 in der Chronic der Sachsen von Georg Spalatin. Aus der Werkstatt Lucas Cranach des Jüngeren, Wittenberg 1530/35

### Geächteter
Als Geächteter sah sich Niklot im Spätsommer 1160 einer schonungslos durchgeführten Strafexpedition des Sachsenherzogs ausgesetzt. Heinrich der Löwe, der unter Inanspruchnahme königsgleicher Rechte einen weit über seinen reichsrechtlich legitimierten Einflussbereich hinausgehenden Landfrieden gestiftet hatte, war durch den abermaligen Ungehorsam seines Vasallen düpiert. Dementsprechend fiel seine Reaktion aus. Er drang mit seinem gesamten Heeresaufgebot in das Abodritenland ein, vernichtete Äcker und Siedlungen „mit Feuer und Schwert“ und ließ Gefangene hängen, eine im Mittelalter besonders schimpfliche Strafe. Niklots Verteidigungslinie, die sich vom Ostufer der Wismarer Bucht über die Festungen Ilow, Mecklenburg und Dobin zum Schweriner See und von dort bis zur Burg Schwerin erstreckte, musste zur Vermeidung einer Einkesselung aufgegeben werden. Waldemar I. war von See aus auf der Insel Poel gelandet und bewegte sich damit im Rücken der Befestigungen. Niklot brannte die Burgen nieder und zog sich in das Land Kessin zurück. Von der Burg Werle unternahmen seine Söhne Wertislaw und Pribislaw wenig erfolgreiche Angriffe gegen das Sachsenheer. Als Niklot selbst ausrückte, um eine vermeintlich unbewaffnete Versorgungseinheit zu überfallen, geriet er in einen Hinterhalt, in dem ihn ein sächsischer Ritter namens Bernhard, wohl Bernhard I. von Ratzeburg, erschlug. Noch an dem Leichnam vollstreckte Bernhard die zeitgemäße sächsische Strafe für Eidbruch und trennte den Kopf ab, der anschließend auf einer Lanze aufgespießt durch das Lager der Sachsen und der Dänen getragen wurde.

## Nachwirkung

### Mittelalter
Über das Leben Niklots berichteten mangels slawischer Schriftquellen zunächst nur die Chroniken und Annalen der benachbarten Dänen und Sachsen. Von sächsischer Seite war es vor allem der Bosauer Pfarrer Helmold, der in seinem zwischen 1167/68 und 1172 entstandenen Werk Chronica Slavorum von Niklot erzählt. Helmold bezeichnet ihn als „wilde Bestie“ und „erbitterten Feind der Christen“, bringt aber auch die Wertschätzung der sächsischen Gegner zum Ausdruck, wenn er deren Verwunderung über das schmähliche Ende „eines so bedeutenden Mannes“ schildert. Für den dänischen Geschichtsschreiber Saxo Grammaticus, der in seiner um 1200 entstandenen Gesta Danorum die Kriegsführung König Waldemars I. gegen die Slawen rechtfertigte und glorifizierte, war Niklot „der mächtigste der slawischen Fürsten.“ Welche Bedeutung selbst Heinrich der Löwe seinem Sieg über Niklot beimaß, erschließt sich aus einer Urkunde des Jahres 1162. Darin stellte er den Erfolg seiner Strafexpedition gegen „das treulose Volk der Slawen“ mit dem Sieg des Kaisers über die aufständischen Mailänder gleich.
Bald nach seinem Tod geriet Niklot bei den Nachbarvölkern in Vergessenheit. Der Sächsischen Weltchronik des 13. Jahrhunderts war er nur noch eine Randnotiz wert. Anders dagegen in Mecklenburg. In dem Bemühen um eine Aufwertung des Mecklenburgischen Fürstenhauses durch den schriftlichen Nachweis von hohem Alter und königlicher Herkunft wurden lange Ahnenreihen angefertigt, in denen Niklot das Bindeglied zu den Nakoniden darstellte. In einer Auftragsarbeit Herzog Albrechts II. von Mecklenburg aus der Zeit um 1379, der Mecklenburgischen Reimchronik des Ernst von Kirchberg, wurde Niklot durchgängig zum „König Nyklot“ überhöht. Eine spätere Auftragsarbeit des mecklenburgischen Herzogs Heinrich V. aus der Zeit um das Jahr 1520, dem von Nikolaus Marschalk erstellten Chronicon der mecklenburgischen Regenten, betitelte Niklot ebenfalls als König. In der Schweriner Bilderhandschrift aus dem Jahr 1526 wurde Niklot mit gekröntem Haupt abgebildet.

### Ältere Forschung
Im 19. Jahrhundert wurde Niklot von der durch dynastische Interessen angeregten mecklenburgischen Landesgeschichtsschreibung wiederentdeckt und als wendischer „Nationalheld“ und als „Stammvater unseres Fürstenhauses“ gefeiert. Neben den Mecklenburger Geschichtsschreibern beflügelte das „tragische Ende“ Niklots auch die Fantasie romantisch historisierender Schriftsteller, Schlachtenmaler und Bildhauer. Zentrales Deutungsmuster der Forschung war zunächst der dem christlichen Expansionsdrang von Sachsen und Dänen in tapferer Gegenwehr unterliegende Ahnherr des mecklenburgischen Herzogshauses. Niklot, „das Schicksal seines Volkes verkörpernd“, durfte sich dabei in Mecklenburg der Achtung und des Mitgefühls der Rezipienten gewiss sein. Außerhalb Mecklenburgs hingegen, wo bereits eine vertiefte Kenntnis der slawischen Geschichte als exotisch galt, zumal sich die deutsche Forschung „bisweilen mit der Existenz einer slawischen Bevölkerung auf nachmals deutschem Boden nur unter Schwierigkeiten abfinden konnte“, erfuhr Niklot allenfalls als Randfigur Eingang in Darstellungen zur Person Heinrich des Löwen. Mit dem aufkommenden Nationalismus in Deutschland und den Staaten Osteuropas trat neben den religiös motivierten Widerstand das Deutungsmuster eines ethnischen Abwehrkampfes. Danach widersetzte sich mit Niklot ein zwar heidnischer, vor allem aber slawischer Fürst den Herrschaftsansprüchen des sächsischen Herzogs, einer deutschen Besiedelung und dem mit ihr einhergehenden technischen, wirtschaftlichen und kulturellen Fortschritt.
Mit der grundlegenden Untersuchung Wolfgang H. Fritzes über die Probleme der abodritischen Stammes- und Reichsverfassung hielt das in der Mitte des 20. Jahrhunderts vorherrschende Forschungsthema von der Entstehung der Nationen im Mittelalter Einzug in die slawische Mediävistik. Fritze gelang der Nachweis, dass die Abodriten unter ihren Fürsten Gottschalk und Heinrich Herrschaftsstrukturen entwickelt hatten, die denjenigen des Merowingerreiches entsprachen und bei ungestörtem Fortgang die Möglichkeit zur Nationenbildung bestanden hätte. Mit dieser Erkenntnis änderte sich auch das Urteil der Geschichtsforschung über die historische Bedeutung Niklots: An die Stelle des heroischen Abwehrkampfes trat ein staatsmännisches und nationales Versagen. In der Synthese der Deutungsmuster gerät Niklots Festhalten am heidnischen Glauben zur Ursache für eine gescheiterte abodritische Staats- und Nationenbildung und ist damit verantwortlich für den Verlust der ethnischen Identität der Wenden. Den Abschluss dieser Entwicklung markieren die 1995 und 1996 veröffentlichten Abhandlungen des Mecklenburger Historikers Nils Rühberg. Für Rühberg ist Niklot noch einmal der „standfeste Mann“, dessen aussichtsloser Abwehrkampf gegen Christianisierung und sächsische Besiedelung des Landes dazu beigetragen habe, die Abodriten „von der wirtschaftlichen und kulturellen Entwicklung der christlichen Nachbarvölker“ abzuschneiden.

### Neuere Forschung
Der Kieler Philologe Hans-Otto Gaethke gelangte 1999 im Rahmen einer quellengestützten Neubewertung der Beziehungen Niklots und Heinrich des Löwen zu dem Ergebnis, mit Ausnahme der Kämpfe im Rahmen des Slawenkreuzzuges sei es in der Zeit von 1142 bis 1158 zu keinen kriegerischen Auseinandersetzungen zwischen Niklot und Heinrich dem Löwen gekommen. Der Welfe hätte eine Eroberung des Abodritenlandes nicht beabsichtigt, Niklot mit der Erfüllung seiner Vasallenpflichten die an ihn von sächsischer Seite gestellten Anforderungen erfüllt. Christliche Missionierungsversuche, denen Niklot sich hätte widersetzen können, seien bis 1156 nicht feststellbar, danach nur in untergeordnetem Umfang und ohne Unterstützung des sächsischen Herzogs. Den Grund für die Feldzüge Heinrich des Löwen gegen Niklot 1158 und 1160 erkennt Gaethke im offenen Ungehorsam des Vasallen, vorrangig ausgelöst durch Heinrichs Versuch einer Beschränkung der abodritischen Seeherrschaft zu Gunsten Waldemars I., einem bis dahin in der Forschung noch völlig unterentwickelten Gesichtspunkt. Habe Heinrich der Löwe 1158 auf die ausgehandelte Unterwerfung Niklots noch Milde walten lassen, so hätte er 1160 keine Gnade mehr gekannt und eine Strafexpedition, aber keinen Eroberungsfeldzug durchgeführt.